# 370년대
370년대는 370년부터 379년까지를 가리킨다.